# 2021년 이스라엘–팔레스타인 위기
2021년 이스라엘-팔레스타인 위기(히브리어: המהומות בישראל ברמדאן 2021, 아랍어: الاشتباكات الإسرائيلية الفلسطينية 2021)는 2021년 5월 초에 촉발된 이스라엘-팔레스타인 분쟁의 악화이다.  현재 진행 중인 이스라엘-팔레스타인 분쟁은 폭력 사태가 발생한 5월 10일부터 휴전 협정이 조인될 때까지 계속되었다. 분쟁은 시위와 폭동, 경찰의 폭동 진압, 가자 지구에서 하마스와 팔레스타인 이슬람 지하드의 이스라엘을 겨냥한 공습이 있었다. 이번 사태는 지난 2021년 5월 6일, 동예루살렘을 점령하고 있는 셰이크 자라에서 팔레스타인인 6가구의 퇴거에 대한 이스라엘 최고 법원의 결정을 두고 팔레스타인인들이 들고 일어나 시위를 벌이면서 시작됐다. 국제법에서 사실상 예루살렘 법 이스라엘이 합병한 이 지역은 팔레스타인 영토의 일부로 남아 있다. 이스라엘은 그곳에 법을 적용하고 있다. 5월 7일, 이스라엘 채널 12에 따르면, 팔레스타인인들은 이스라엘 경찰에게 돌을 던졌고 , 경찰은 알아크사 모스크 일대를 최루탄, 고무탄, 섬광탄을 동원해 습격했다. 이 위기는 전 세계의 항의와 세계 지도자들의 반응을 불러 일으켰다.
소요 사태가 있었던 날은 중요한 이슬람의 기념일 '라일라트 알 까드르'와 이스라엘의 '예루살렘의 날'을 동시에 맞게 된 2021년 5월 10일이었다. 대립은 나중에 취소된 극우 유대인 민족주의자들의 깃발 행진을 앞두고 일어났다. 300명 이상의 사람들이 부상을 입었고 대부분은 팔레스타인인이었으며, 이는 국제적인 비난을 받았다. 이후 아비차이 만델블리트 이스라엘 법무장관이 긴장 완화를 위해 나서면서 이스라엘 최고 법원의 판결이 30일 유예됐다.
5월 10일, 하마스는 이스라엘에 오후 6시까지 성전산과 셰이크 자라에서 보안군을 철수시키라는 최후통첩을 보냈다. 이스라엘의 아무런 대응 없이 최후통첩이 만료되자 하마스와 팔레스타인 이슬람 지하드는 가자 지구에서 이스라엘을 향해 로켓포를 발사하기 시작했고, 어떤 로켓은 거주지와 학교를 강타했다. 이스라엘은 가자 지구에 대한 공습을 시작했으며 이 중 950여 채가 5월 16일까지 고층 타워 4개 동, 학교 40개 동, 병원 4개 동 등 18개 동을 완전히 또는 부분적으로 파괴했고 알샤스티 난민촌도 공격했다. 또 이스라엘의 폭격으로 최소 19개의 의료 시설이 파괴됐다. 유엔은 5월 17일까지 이스라엘의 공습으로 가자 지구 내 94개 건물이 파괴됐으며, 알자지라 고층 건물과 AP통신 및 알자지라의 사무실, 콘도미니엄 60개동 등 461개 주택과 상업 지대가 파괴됐다고 추정했다.
소요 사태의 결과, 가자 지구에서 이스라엘의 공습으로 66명의 어린이를 포함한 최소 256명의 팔레스타인인이 목숨을 잃었다. 이스라엘에서는 어린이 2명을 포함해 12명의 이스라엘인이 목숨을 잃었다. 가자 지구의 보건부는 최소 1710명의 팔레스타인인이 부상을 입었다고 보고했으며, 5월 12일 이스라엘은 최소 200명의 부상자가 발생했다고 보고했다. 2021년 5월 19일, 적어도 72,000명 가량의 팔레스타인인이 추방 당했다. 가자 지구에서 이스라엘을 향해 약 4,360발의 로켓이 발사되었고 그 중 680발은 가지 지구 내에 떨어졌으며, 인구 밀집 지역을 향해 발사된 로켓의 90% 이상이 아이언 돔에 의해 요격되었다. 이스라엘은 가자 지구에서 1,500번의 공중, 육지, 해상을 대상으로 공격을 감행했다. 휴전에 대한 요구는 5월 13일 하마스에 의해 처음 제안 되었지만, 베냐민 네타냐후 이스라엘 총리는 이를 거부했다. 5월 18일, 프랑스는 이집트, 요르단과 함께 유엔 안전 보장 이사회에 휴전을 위한 결의안 제출을 발표했다. 이스라엘과 하마스의 휴전 협정이 2021년 5월 21일에 조인되고 양측이 승리를 주장하며 11일 간의 전투가 끝났다. 2021년 6월 16일, 하마스가 이스라엘에 방화 풍선을 발사했고, 이스라엘 공군은 가자 지구에 수차례 공습을 감행하여 보복함으로서 휴전을 깨뜨리고 전투가 재개되었다.

## 배경

### 2021년 4월~5월 라마단 중 사건
이슬람교의 성월 라마단이 시작된 4월 13일 밤, 이스라엘 경찰대가 하람 알샤리프를 급습해 이슬람 사원의 수행원들을 제쳐 놓고, 레우벤 리블린 대통령의 이스라엘 현충일 연설이 방해 받지 않도록 알 아크사 무아단의 예배 기도를 할 때 쓰이는 확성기 케이블을 끊었다. 동시에, 그들은 휴일 동안 이슬람 신도들이 모이는 다마스쿠스 문으로의 접근을 막았다. 시위가 있자, 이스라엘은 2주 후에 장벽을 제거했다. 4월 15일, 팔레스타인인 10대 소년이 하레디 유대인을 구타하는 틱톡 영상이 퍼지면서 몇몇 모방 사건이 발생했다. 다음 날, 수만 명의 팔레스타인 신도들이 라마단 첫 금요일, 알 아크사의 출입을 거부 당했고, 이스라엘은 이슬람 사원에서 기도를 1만 명으로 제한했다. 같은 날, 랍비 한 명이 자파에서 구타를 당해 이틀 간의 시위가 일어났다. 4월 22일, 극우 유대인 우월주의 단체인 레하바는 "아랍인들에게 죽음을"이라고 외치며 예루살렘을 행진했다. 4월 23일, 프린지 군단이 이스라엘 남부에서 이스라엘 남부 지역에 36발의 로켓포가 발사된 후, IDF는 가자 지구의 하마스를 목표로 미사일을 발사했다. 그 다음 날, 팔레스타인인 소년과 19세의 이스라엘 정착민이 살해되었다.  5월 6일, 가자 지구에서 발생한 방화 풍선의 공격으로 6건의 화재가 발생했다.
이타마르 벤 그비르는 충돌 직전 셰이크 자라를 찾아 '이 곳은 유대인의 땅'이라 말하고 시위대를 향해 "사격을 개시하라"고 경찰에 말했다. 프랑스 통신사는 이스라엘 정착민들이 셰이크 자라에서 공개적으로 공격용 소총과 권총을 들고 충돌하는 모습이 목격됐다고 보도했다. 그는 이스라엘 경찰이 시위 도중 쏜 팔레스타인 주민을 조롱하며 예루살렘 부시장 애리 킹과 농담으로 주고받는 영상을 올렸다.

### 셰이크 자라 재산 분쟁
셰이크 자라의 땅을 둘러싼 오랜 분쟁은 1948년 이후 이스라엘-팔레스타인 간 영토 분쟁의 축소판이라고 할 수 있다. 이스라엘의 법은 유대인들이 1948년 이전에 소유했을 수도 있는 요르단강 서안과 동예루살렘에 있는 땅에 대한 권리를 주장할 수 있도록 허용하고 있지만, 이스라엘 땅에 대한 더 많은 팔레스타인인들의 주장들은 거부한다.

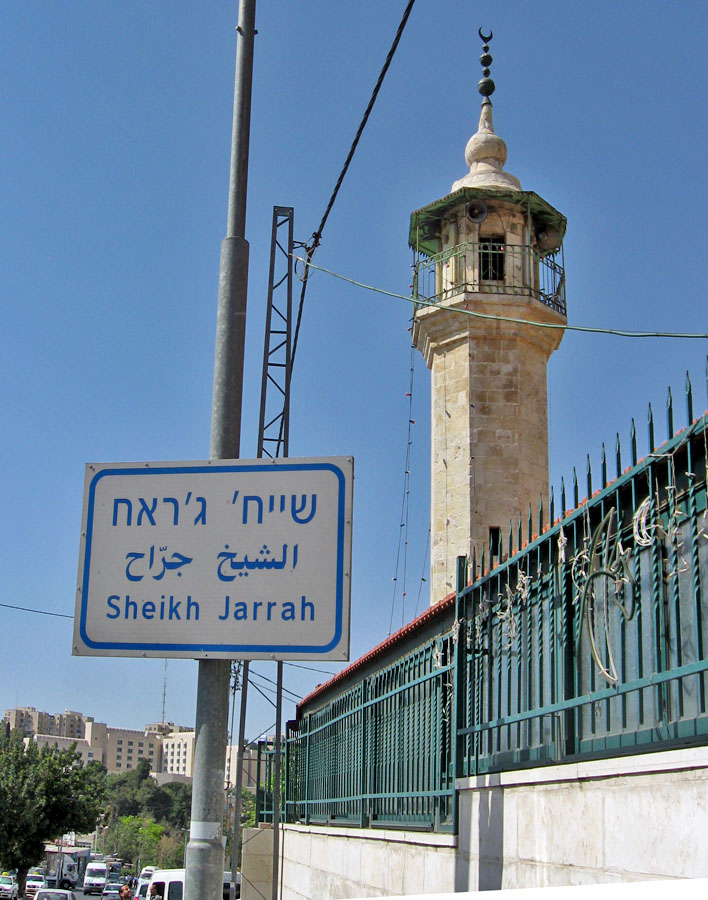
셰이크 자라 인근 출입구

유태인 신탁은 1870년대 오스만령 팔레스타인의 아랍 지주들로부터 셰이크 자라에 있는 땅을 샀다. 그러나 일부 팔레스타인인들은 이 땅의 일부에 대해 오스만 제국 시대의 토지 소유권을 가지고 있다. 1948년 아랍-이스라엘 전쟁 이후 이 곳은 요르단 정부에 의해 점령 되어 파괴되었다.  1956년 요르단 정부는 유엔 난민 기구인 UNRWA와 협력하여 요르단이 적 재산 관리 기구로 관리하던 28개의 팔레스타인인 난민 가정을 거주지에 수용했다. 제3차 중동 전쟁 후, 그 지역은 이스라엘의 점령 하에 들어갔다. 1972년, 이스라엘의 관리 총독은 유태인 신탁에 따라 재산을 등록했고, 팔레스타인 세입자들에게 신탁금을 지불할 것을 요구하였다. 1990년대에 퇴거 명령이 내려지기 시작했다. 유태인 신탁은 팔레스타인 주민들을 퇴거 시키려는 시도를 거듭한 우익 정착민 단체에 주택들을 팔아넘겼다. 이스라엘 토지 및 재산법에 따르면 이스라엘은 1948년 아랍-이스라엘 전쟁 이전에 유대인들이 동예루살렘에서 소유했던 재산을 되찾을 권리는 갖고 있는 반면에, 팔레스타인인들이 이스라엘 내에서 잃은 재산에 대한 권리를 주장할 수 있는 비슷한 법은 존재하지 않는다. 셰이크 자라 지역에는 1948년 나크바로 야파와 하이파에 있는 주거지에서 추방된 난민들의 후손들이 살고 있다.
정착민 단체는 2002년 43명의 팔레스타인인들을 이 지역에서 추방시키는 데 성공했고, 2008년 하운 가문과 가위 가문, 2017년 샤마스네 가문 등이 뒤를 이었다. 2010년, 이스라엘 최고 법원은 셰이크 자라 지역의 57개 주택에 거주했던 팔레스타인 가족의 항소를 기각했다. 그들은 법원에 재산권을 인정해 달라고 탄원했다. 이스라엘 법원은 이전에 팔레스타인인들이 "보호된 세입자"라고 불리는 법적 지위 하에 건물을 소유할 수 있었지만 임대료를 지불해야 한다고 판결했다. 퇴거 조치는 그들이 임대료 지불을 거부하고 법원에서 소유주로 인정한 사람들이 허가하지 않은 건물에 대한 건설을 수행 한 후에 나왔다. 이스라엘 최고 법원은 2021년 5월 10일 셰이크 자라 인근 팔레스타인인 6가구의 퇴거 여부에 대한 판결을 내릴 것으로 예상했는데, 이는 5월 2일까지 6가구, 8월 1일까지 7가구으로 총 17명의 자녀를 포함한 58명을 퇴거시킨다는 법원의 판결이 나온 뒤였다. 2021년 5월 9일, 이스라엘 최고 법원은 아비차이 만델블리트 이스라엘 법무장관의 개입 이후 퇴거에 대한 것으로 예상되는 유죄 판결 결정을 30일 간 유예했다.
예루살렘 정책연구소에 따르면, 재산권에 대한 이러한 접근은 국제법에서 용납될 수 없다. 팔레스타인 세입자들은 그 땅이 이스라엘이 인정하는 국경 밖에 있기 때문에 이스라엘 법원이 그 지역에 대한 사법권을 가지고 있지 않다고 주장한다. 예루살렘에 본부를 둔 비영리단체인 B'Tselem과 국제 휴먼 라이츠 워치는 최근 보고서에서 이스라엘이 인종차별의 범죄를 저질렀다고 주장하며 동예루살렘에서의 차별 정책을 인용했다. 이스라엘은 그 주장를 부인했다.

### 정치적 불안정
팔레스타인 입법위원회를 위한 2021년 팔레스타인 총선은 당초 2021년 5월 22일로 예정되어 있었으나, 마흐무드 압바스 대통령에 의해 2021년 4월 29일 무기한 연기되었다. 선거에서 선전할 것으로 예상됐던 하마스는 이번 조치를 "쿠데타"라고 했고, 일부 팔레스타인 유권자들은 그가 그의 정당인 파타의 정치적 패배를 피하기 위해 총선을 연기 시켰다고 믿었다. 분석가들은 이번 연기 조치가 현재의 위기에 영향을 주었고, 하마스가 외교적 전략보다는 군사적 대립에 의존하도록 부추겼다고 말한다. NBC 뉴스, 월스트리트 저널, 포린 폴리시 등은 하마스가 로켓포 발사에 대한 책임을 지면서 선거 지연을 경계하는 팔레스타인의 입지를 다졌다고 주장했다.
이스라엘에서는 네 번의 미결 선거가 치러지면서 2019년~2021년 이스라엘 정치적 위기가 발생했고, 이스라엘은 관리 정부 하에 활동하게 됐다. 벤쟈민 네타냐후 총리는 몇몇 극우 정치인들을 설득해 연정을 구성하려 하고 있었다. 이스라엘 우파 정치인 이타마르 벤그비르와 에리 킹의 존재는 위기를 초래했다. 뉴욕 타임스는 네타냐후 총리가 자신의 리더십에 대한 지지를 쌓기 위해 위기를 부추기려 하고 있어 예루살렘에 긴장이 고조될 수 있도록 했다고 전했다. 더 컨버세이션의 한 기사는 이 위기가 네타냐후에게 정치적 기회를 주긴 했지만, 그는 "팔레스타인과의 큰 갈등을 바라거나 바라지 않아 권력 장악에 도움이 되지 못했다"고 주장하며 이를 "음모적"이라고 일축했다.

## 악화
팔레스타인인의 시위는 5월 6일 셰이크 자라에서 시작되었지만, 충돌은 곧 알아크사 모스크, 로드, 이스라엘 내의 다른 아랍권 지역 그리고 서안 지구까지 확대되었다. 5월 10일에서 14일 사이에 이스라엘의 보안 부대는 동예루살렘에서 약 1,000명의 팔레스타인 시위자들에게 부상을 입혔다.

### 알아크사 모스크

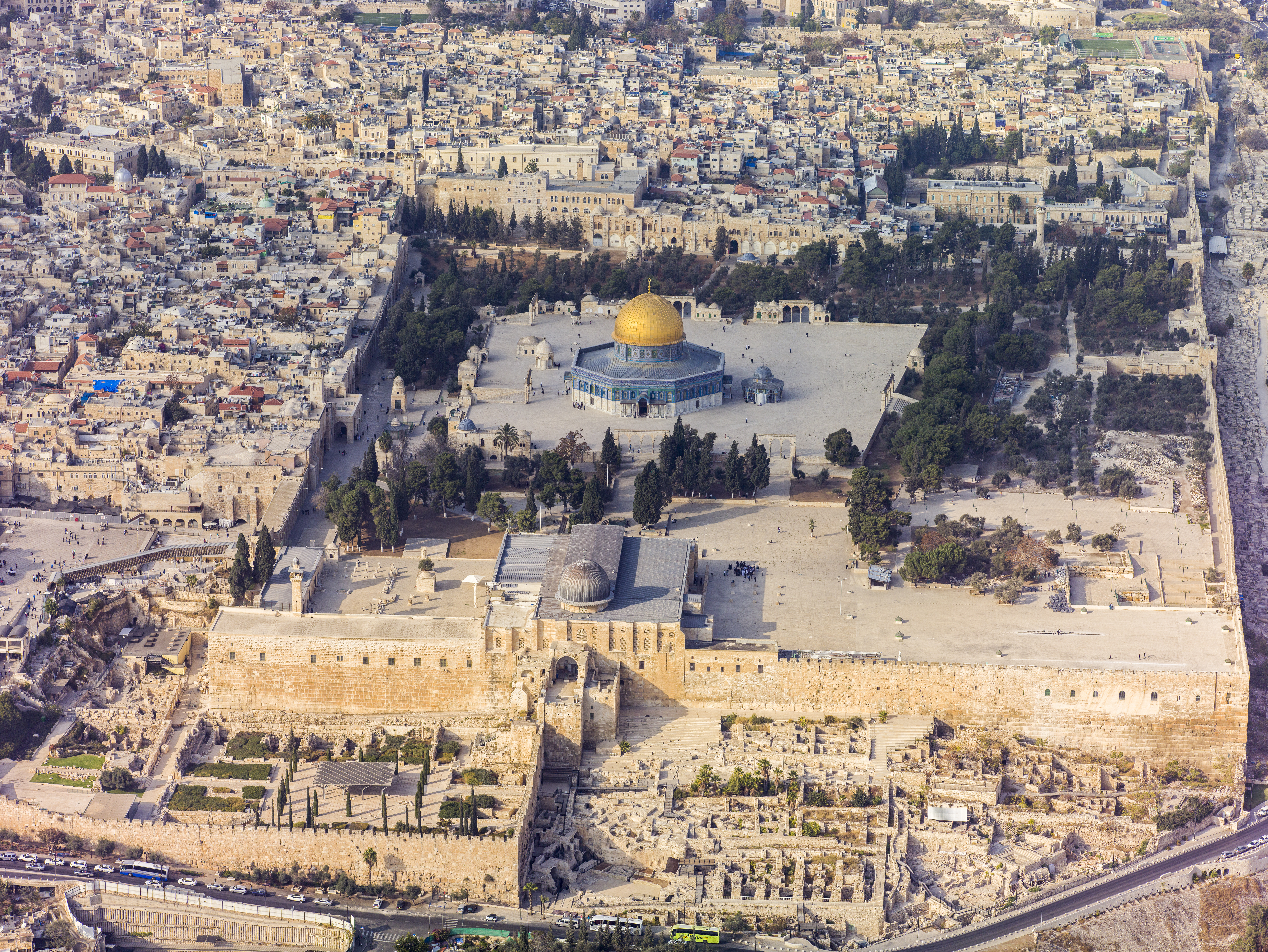
일부 충돌이 있었던 성전산의 알아크사 모스크 항공 사진

### 가자 지구

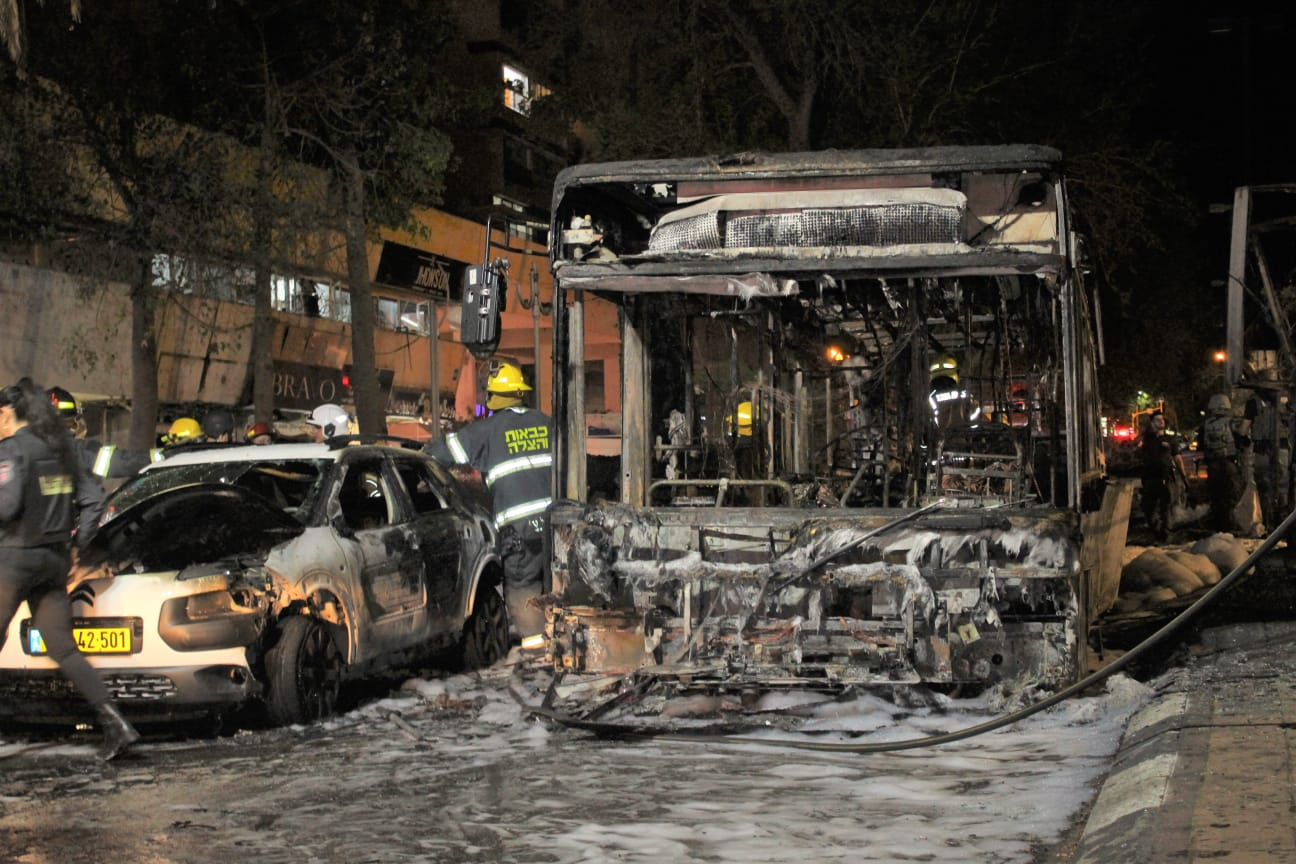
5월 11일, 이스라엘 홀론에서 발생한 로켓 공격 이후 버스와 승용차 잔해

하마스는 5월 10일까지 하람 알샤리프 모스크와 셰이크 자라에서 모든 경찰과 군 병력을 철수 시키라는 최후통첩을 이스라엘에 보냈다. 만약 그렇게 하지 못할 경우, 그들은 가자 지구 연합 민병대(합동작전실)이 이스라엘을 공격할 것이라고 발표했다. 예정 기한이 끝나고 몇 분 후, 하마스는 가자 지구에서 이스라엘을 향해 150발 이상의 로켓을 발사했다. 이스라엘 방위군은 예루살렘과 베이트셰메시를 향하여 7발의 로켓이 발사됐으며 그중 한 발을 요격했다고 밝혔다. 이스라엘 민간 차량을 향해 대전차 미사일도 발사돼 운전자가 다쳤다. 이스라엘은 이날 가자 지구에 대한 공습에 나섰다. 다음날 이스라엘 방위군은 가자 지구에서 이 군사 작전을 '장벽의 수호자'(Operation Guardian of the Walls)로 공식 명명했다.
5월 11일, 가자 지구의 13층짜리 주거용 하나디 타워가 이스라엘의 공습으로 무너졌다. 그곳에는 주거용 아파트와 상업용 사무실이 섞여 있었다. 이스라엘 방위군은 건물 안에 하마스가 사용하던 사무실이 있었다며 "건물 내의 민간인들에게 사전 경고와 충분한 대피 시간을 제공했다"라고 밝혔고, 하마스와 팔레스타인 이슬람 지하드는 5분 만에 텔아비브에서 137발의 로켓을 발사했다. 하마스는 그들이 "역대 최대 규모의 공격을 감행했다"고 말했다. 또 이스라엘 국유의 송유관이 로켓을 맞았다.
5월 12일, 이스라엘 공군을 가자 지구에 있는 수십 명의 경찰과 보안 시설을 파괴했다. 하마스는 경찰 본부가 파괴된 목표물들 중 하나라고 말했다. 5월 12일에 850발 이상의 로켓이 가자 지구에서 이스라엘로 발사되었다. 이스라엘 방위군에 따르면 하마스가 발사한 최소 200발의 로켓이 이스라엘에 도달하지 못하고 가자 지구 안에 떨어졌다. 하마스는 또 가자 지구 국경 인근에서 이스라엘 군용 지프를 대전차 미사일로 격추했다. 이번 공격으로 병사 1명이 숨지고 3명이 다쳤다.

## 같이 보기
- 진행 중인 군사 분쟁 목록
- 가자-이스라엘 분쟁